# Excavarus velox
Excavarus velox là một loài tò vò trong họ Ichneumonidae.